# Microsoft MapPoint
Microsoft MapPoint era sia una tecnologia (MapPoint Web Service, noto precedentemente come MapPoint .NET) sia un software per la gestione delle mappe GIS, entrambe sviluppate da Microsoft per i sistemi operativi Windows.
Le versioni commercializzate sono state:
- MapPoint 2000, prima distribuzione
- MapPoint 2001
- MapPoint 2002, con interfaccia aggiornata per lo stile Microsoft Office XP
- MapPoint 2004, ultima versione per Windows 9x
- MapPoint 2006, con l'integrazione di GPS e altre tecnologie
- MapPoint 2009
- MapPoint 2010
- MapPoint 2011
- MapPoint 2013